# Abdullah ibn Saba
Abdullah ibn Saba (600-670) est un personnage dont l'existence est remise en question par certains chiites contemporains[Qui ?]. Souvent confondu avec le savant juif converti à l'islam, Abdullah ibn Salam qui résidait à Médine à l'époque de Mahomet.
Ils nient l'existence même de Abdullah ibn Saba et voient en l'histoire de ce personnage une campagne de dénigrement de l'histoire du chiisme de la part des sunnites. 
Les érudits musulmans sunnites[Qui ?] déclarent qu'Ibn Saba' était un juif converti et qu'il est à l'origine des fondements de l'islam chiite, ce qui est largement nié par les chiites qui le considèrent quant à eux comme l'un des exagérateurs (ghulū) d'un groupe de la ville de Séleucie-Ctésiphon (Al-Mada'in (en)), groupe qui était venu voir ʿAli ibn Abi Talib à Kufa et proclamèrent sa divinité.  ʿAli aurait tenté de le faire brûler pour ces affirmations.

## Biographie

### D'après les sunnites
D'après les sunnites, Abdullah ibn Saba était un juif originaire de Ṣan‘ā’ au Yémen de la tribu de Hayra et était le fils de Saba' ibn Shamūn. Sa mère était une abyssine appelée Sawda' (arabe : السوداء). Il aurait prétendu se convertir à l'islam durant le califat de ʿOthman ibn Affan.
Des insurgés vinrent d'Égypte, à leur tête Abdullah El Rafiqi et ibn Saba, pour contester le refus de ʿOthman ibn Affan de limoger son demi frère, Abdullah ibn Abi Sarh, de la gouvernance de l'Egypte. Ceux-ci essayèrent de rallier Ali à leur mouvement mais il les renvoya en Egypte. Sur le chemin du retour, les insurgés interceptèrent un message. Portant le sceau de ʿOthman mais ressemblant à l'écriture de Marwan ibn al-Hakam, cette lettre était adressée au gouverneur d'Égypte lui enjoignant d’exécuter les insurgés à leur retour. Ils décidèrent alors de retourner à Médine où ils furent restés, malgré le refus de ʿAli, jusqu'à l’assassinat du Calif.
Dans l’insurrection qui mena Othman à son assassinat, Ibn Saba' joua un rôle important d'après les sunnites. La tradition rapporte que Ibn Saba' devint un fervent partisan (chiite de  ʿAli). Il appela à la divinité de  ʿAli. Au départ, il ne prêcha pas ouvertement ses croyances mais lorsqu'il vit qu'il était suivi, il se lança dans une campagne de prédication vigoureuse. Toutefois, lorsqu'Ibn Saba' fit valoir que  ʿAli était Dieu lui-même en disant : « Tu es celui qui est », ʿAli le déclara hérétique, brûla une partie de ses partisans (saba'iyyoun) et l'expulsa à al-Mada'in (en).
Après l'assassinat de ʿAli ibn Abi Talib par les kharidjites, Ibn Saba' déclara que ʿAli n'était pas mort mais vivant, qu'il n'avait jamais été tué, qu'une partie de la révélation (ou de la divinité) était cachée en lui, et qu'après un certain temps, il reviendrait pour remplir la terre de justice[réf. nécessaire]. En attendant, le caractère divin de ʿAli devra rester caché à travers les Imams, qui prendront sa place temporairement[réf. nécessaire]. Pour les sunnites, il est facile de voir que toute l'idée repose sur celle du Messie en combinaison avec la prophétie d'Élie, un des prophètes de l'Ancien Testament.
Selon des références historiques sunnites [réf. nécessaire], c'est Ibn Saba' qui incita les musulmans à tuer ʿOthman. Il fit également subir beaucoup de dégâts aux armées d'Ali et de Muʿawiya qui furent adversaires dans la bataille du Chameau, forçant les deux belligérants à livrer bataille. 
Ibn Saba' est donc considéré par les théologiens sunnites[réf. nécessaire] comme le fondateur de l'islam chiite, bien que la cause de son extrémisme est considérée par les chiites comme une accusation sans fondement. Pour les sunnites, l'apôtre Paul et  ʿAbdallah ibn Saba' sont vus comme des « crypto-juifs » ayant infiltré le christianisme et l'islam pour les détruire de l'intérieur.

### D'après les chiites
Ces derniers temps[Quand ?], des chercheurs ont mis en doute l'existence d'Ibn Saba. Taha Hussein, écrivain d'origine égyptienne, reprend la théorie de Bernard Lewis selon laquelle Ibn Saba étant présent à la bataille de Siffin prouve qu'il s'agit d'une personne fictive. Il suggère que l'histoire fut "fabriquée" par les « ennemis des shî'ites » et même que l'insertion d'un « élément juif » tendrait à discréditer encore un peu plus les shî'ites.
Nibras Kazimi, chercheur à l’Hudson Institute, a décrit l'histoire d'Ibn Saba' comme une « propagande sunnite » visant à créer des dissensions au sein même du shî'isme et cite le travail d'un autre érudit, Yitzhak Nakash, pour appuyer sa thèse.
En revanche, d'anciens érudits shî'ites ont évoqué Abdullah ibn Saba dans leurs ouvrages. Parmi eux, Abu Muhammad al-Hassan ibn Moussa al-Nubakhti, Abu `Amr ibn Abdil `Aziz al-Kash-shi, Al-Hassan ibn `Ali al-Hilly, Al-Abadi Astra, As-Sadouq (en), et Al-Nawbakhty (en). Ils affirment que Abdullah ibn Saba était de confession juive, puis converti à l'islam. Ils pensent que lors de sa conversion, Ibn Saba' se soit autoproclamé prophète et que `Alî était en fait Allah. `Alî aurait craint certaines récriminations à cause des croyances d'Ibn Saba et lui aurait enjoint de se rétracter. Lorsque Ibn Saba' refusa, `Ali prit les mesures nécessaires afin qu'il soit exilé ou exécuté, selon les avis. Étant donné que l'interprétation varie en fonction de chaque théologien, l'histoire exacte demeure inconnue mais certains récits d'origine juive semblent aller dans le sens de cette interprétation,,.
Le savant shî'ite Al-Bahrani dans son ouvrage "Al-Hadaaq Al-Nadhira" décrit ibn Saba comme étant un maudit que l'émir des croyants 'Ali a brûlé pour ses hérésies.

### Sayf ibn `Omar
Sayf ibn Umar al-Dhabbi al-Usayyidi al-Tamimi a vécu au VIIIe siècle et mourut en 750 (170 AH). Al-Dhahabi dit que Sayf mourut durant le règne de Harun ar-Rachid à Bagdad. Au cours de sa vie, Sayf a écrit deux livres qui étaient déjà disponibles pendant le règne des Omeyyades :
- Al-Futuh wa al-Riddah parle de la période juste un peu avant la mort du prophète Mahomet jusqu'à ce qu'`Othman prenne ses fonctions de troisième calife ;
- Al-Jamal wa Masîri `Aisha wa `Ali, raconte la période de l'histoire à partir de l'assassinat d'Othman jusqu’à la bataille du chameau, lutte qui opposa `Ali ibn Abi Talib à `Aïcha, Talha et Zubayr[réf. nécessaire].

L'argument principal des négateurs de l'existence d'ibn Saba, est que les récits traçants sont histoire sont rapportés par Sayf et que ce dernier est disqualifié par les spécialistes de la transmission de la tradition prophétique, alors que les sunnites ont un point de vue plus mitigé.
En effet, la plupart des savant du hadith considèrent les récits de Sayf ibn Omar transmettant la tradition du prophète comme étant faibles. Mais il est une référence en histoire.
Ibn Hajar al-Asqalanii a dit dans son ouvrage Taqrib al tahzib : « faible en hadith, une référence en histoire. »
De plus, ces récits sont rapportés via d'autres voies de transmission, sunnites et shî'ites, notamment celles de Ammar A-Duhani et Yazid ibn Wahb, qui ne passent pas par Sayf ibn Omar.